# Sundby-Hvorup Sognekommune
Sundby-Hvorup Sognekommune var en sognekommune, der blev oprettet i 1842 i forbindelse med oprettelsen af det almindelige landkommunalvæsen. I 1857 blev handelspladsen Nørresundby udskilt som en selvstændig kommune. I 1968 blev kommunen lagt sammen med Nørresundby Købstadskommune til Nørresundby Kommune i et forsøg på at undgå en sammenlæging med Aalborg. Den nye kommune blev dog kortlivet, da den allerede ved kommunalreformen i 1970 blev lagt sammen med Aalborg til den nye Aalborg Kommune.
Kommunen var domineret af industri, med Svovlsyre- og superfosfatfabrikken ”Limfjorden” i Nørre Uttrup, Dansk Andels Cementfabrik, DAC, i Lindholm og Cementfabrikken ”Nørresundby” i Nørre Uttrup, og var socialdemokratisk ledet fra 1921 med en cementarbejder som sognerådsformand. Da cementfabrikken "Nørresundby" lukkede i 1932 kom kommunen i økonomiske problemer, og blev sat under administration af indenrigsministeriet i en periode i 1930'erne.
Kommunen bestod af Lindholm Sogn med Lindholm Kirke og Hvorup Sogn med Hvorup og Nørre Uttrup kirker.